# 26485 Edwinpost
26485 Edwinpost è un asteroide della fascia principale. Scoperto nel 2000, presenta un'orbita caratterizzata da un semiasse maggiore pari a 3,1484254 au e da un'eccentricità di 0,1922460, inclinata di 17,46402° rispetto all'eclittica.